# Cyphon americanus
Cyphon americanus is een keversoort uit de familie moerasweekschilden (Scirtidae). De wetenschappelijke naam van de soort werd in 1913 gepubliceerd door Maurice Pic.